# Szégyenjegy
Névváltozatok:

szégyenjel       
en: abatements, rebatements
Rövidítések

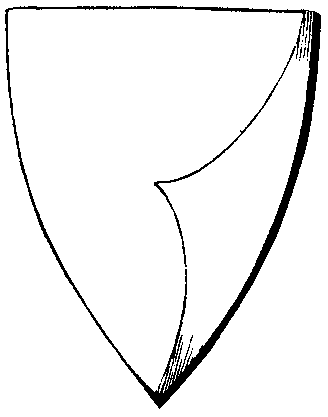
cvikli

A szégyenjegy a dicstelenség vagy kegyvesztés jelképe a címeren, egyes angol és francia heraldikusoknál. Használatát állítólag a lovagi bíróság (Court of Chivalry) rendelhette el hitvány magatartásért (mely elrendelhette annak levételét is a címerről). Az angol heraldikában a kilenc dicsőségjegy (en: augmentations of honor) ellentéteként a régi szerzők kilenc szégyenjegyet 
különböztettek meg. (A dicsőségjegyek a címerjavítások formájában széles körben ma is használatosak, valamint a heraldikában lényegében minden dicsőségjegy.) A szégyenjegy leggyakrabban pontozás (en: point, fr: la pointe), a pajzsmező tagolása, mely a pajzs egy bizonyos pontját foglalja el a címerben. Ezek színe az angol heraldikában mindig narancssárga (en: tenné) vagy vérvörös (en: sanguine, wine-color, murrey), és csak egy lehet belőlük a pajzson (kivételek az oldalsarkok, en: gussets), mindenféle díszítés nélkül. Ellenkező esetben nem szégyenjegyek, hanem mesteralakok. Az említett színeket a holt heraldika korában a Brit-szigeteken foltos 'kevert' ("staynande colours", stains) színeknek tekintették. A bolygószimbólumokkal történő színjelölésben a sárkányfő (narancssárga), illetve a sárkányfarok (vérvörös) felelt meg nekik, azon holdcsomópontok, ahol a hold az égen fogyatkozik, és ebből eredt az a nézet, hogy ehhez hasonlóan az adott személy becsülete is megfogyatkozott (ami abban is megnyilvánul, hogy a szégyenjegy [nagy]részben eltakarja a pajzson viselt címerábrákat).
A szégyenjegyekkel elsőként Johannes de Bado Aureo foglalkozott a 14. században (Tractatus de Armis), aki szerint ha valaki megszegte az ígéretét, gyávaságot mutatott vagy rendkívül méltatlanul cselekedett, bíróság elé állították, ha pedig bűnösnek tekintették, a pajzsát lefelé fordítva vagy megfordítva állították ki, ami a legnagyobb büntetési foknak számított. A régi szerzők közül foglalkozott a szégyenjegyekkel Gerard Leigh (The Accedens of Armory. London, 1562), John Guillim (Display of Heraldry. 1610), John Selden (Titles of honor. 1614) és Marcus Vulson de la Colombière (La Science Héroïque. Párizs, 1639),  de példákat nemigen hoznak a használatukra, mert ilyenek valószínűleg nem is léteztek, hiszen önként senki sem viselte volna nyilvánosan a címerét és hagyta volna azt az utódaira, ha azon valamilyen szégyenjegy van. Ménestrier ezeket angol ostobaságnak ("sottises Anglaises") nevezte. A nagyobb hatást a szégyenjegyek nem is a használatukkal gyakorolták, hanem a hozzájuk kapcsolódó becsületkódex által, melyet egy gentleman köteles volt megtartani, ha nem akarta elveszíteni a becsületét, vagyis nem akart kiesni az úri társaságból és az azzal együtt járó társadalmi, gazdasági stb. kapcsolatrendszerből. Ha tehát a gyakorlatban nem is használták ezeket a jegyeket, de a róluk értekező könyveket széles körben olvasták, ami létrehozott egy normának tekintett, heraldikai eredetű magatartási kódexet.
Az egyedüli megkülönböztető (csak némileg megbélyegző) jegyek, melyeket a címereken valóban használtak, a származásjegyek voltak. Egyes szerzők szégyenjegynek tekintették a tört szarufát és a balra néző címerállatokat is. Továbbá Svédországban a nemi szervek nélküli oroszlánt azoknak adományozták, akik árulást követtek el a svéd korona ellen. Svájcban a nemi szervek nélküli medve ábrázolása a gúny tárgya volt.
A kivételt a szégyenjelek használatára talán a skót heraldika jelentheti. Thomas Innes of Learney említi (Scots Heraldry. Edinburgh-London, 1938. 153. l., 3. jegyzet), hogy a címerjog szerint a házasságtörő férfinak két vérvörös oldalsarkot (en: gusset) kell viselnie, és a nem házasságtörő elvált feleknek egy-egy oldalsarkot.

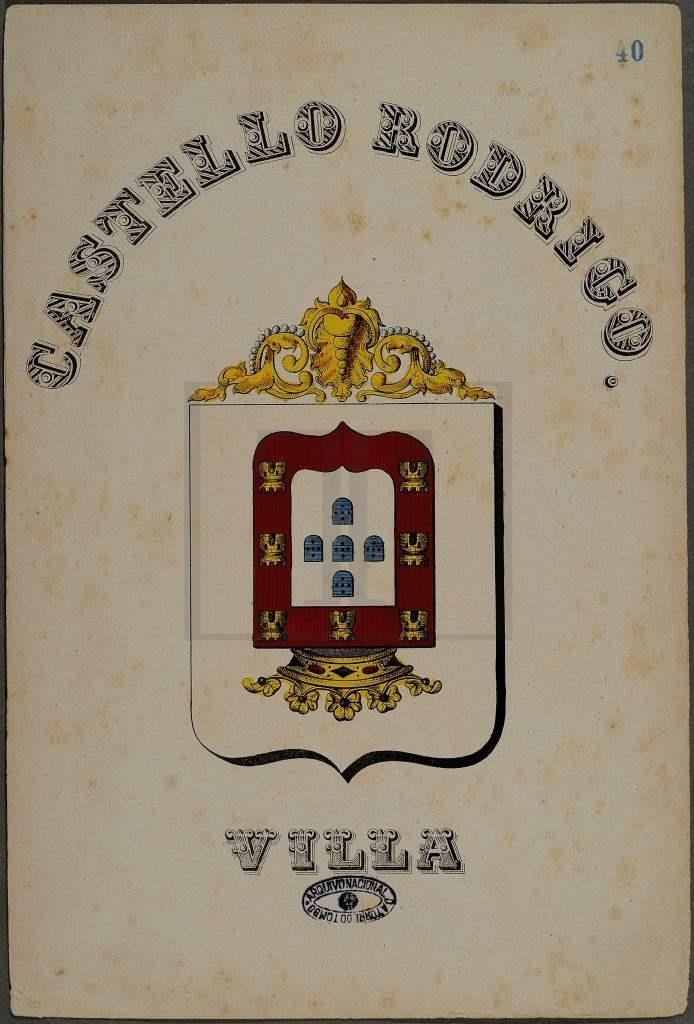
Castelo Rodrigo, portugál város felfordított címere, a város árulása miatt az 1383-1385-ös felkelés idején

## A szégyenjegyek fajtái
Guillim a szégyenjelek alkalmazásának két módját különböztette meg: 1. a címer értékének csökkentése (diminution), bizonyos mesteralakok ráhelyezésével, a pajzs egyes pontjainak elcsúfításával (ezek lehetnek középen vagy máshol), és 2. a pajzs felfordítása (reversing). 
A szégyenjegyek elfoglalhatják a pajzs középpontját (boglártelek-pontozás, felfordított pajzs) vagy más pontjait. (Ezért nevezik pontozásnak. Úgy tűnik, hogy a súlyosabb vétkek szégyenjegyei a pajzs előkelőbb részét—közepét—és több pontját foglalják el.) A diminutív szégyenjegyek elfoglalhatják továbbá a pajzs egy pontját (felső sarokpontozás) vagy egynél több pontját, illetve négy pontját (galléríves pontozás) és négynél több pontját, vagy három (talppontozás, cvikli), illetve két pontját (oldalsarok).
Összesen kilencféle bűn szégyenjegyét különböztették meg. Ezek Leigh alapján a következők: 1. jobb felső narancsszínű sarokpontozás (en: a point dexter parted tennè, point dexter tenne), annak, aki olyan bátor tettel dicsekedett, amit soha nem hajtott végre. 2. Homorú narancssárga talppontozás (en: a point champaine tennè) annak, aki olyan foglyot ölt meg, aki megadta magát. 3. Vérvörös talppontozás (en: a plain point sanguine, a base), annak, aki hazudott a fejedelmének vagy a parancsnokának. 4. Vérvörös galléríves pontozás (en: a point in point sanguine, a point pointed) a gyávaságért. (Guillim szerint ezt a fajta bűnt a múltban másfajta büntetéssel illették és Cassaneust idézi, aki szerint, ha egy katona rosszul viseli magát a harcban, a hadbíró a többiek okulására elrendelheti a pajzsának a kilyukasztását ["Quando Miles se malè gesserit in bello, potest Judex scutum suum perforari facere, ut hoc exemplo alii Milites in prælio sint fortiores"]) 5. Jobb oldali vérvörös oldalsarokpontozás (en: a gusset sanguine borne to the dexter, a dexter gusset sanguine) a házasságtörésért (más szerzőknél az iszákosságért). 6. Bal oldali vérvörös oldalsarokpontozás (en: a gusset sanguine borne to the sinister, sinister gusset sanguine) az iszákosságért (más szerzőknél a bujálkodásért, és más szerzőknél a narancssárga bal oldali cviklipontozás [en: a gore sinister tenne] a gyávaságért járt). 7. Vérvörös boglártelek-pontozás 
(en: a delf tenné) annak, aki meghátrál a kihívás elől. 8. Vérvörös felfordított pajzs (en: an inescutcheon reversed sanguine), annak aki erőszakoskodott a szüzekkel vagy özvegyekkel akaratuk ellenére vagy a csatában megfutott a fejedelme zászlója alól. (Guillim szerint az, aki valamilyen bátor tettet hajtott végre, amit a herold említésre méltónak tart, kérvényezheti az uralkodótól a törölését a címeréből, de ezt nem lehet magánkihallgatáson megtenni, csak a tábori gyülekezet előtt.) 9. Az egész címer megfordítása (en: the whole coat reversed) az árulásért.
A szégyenjegyek Guillimnél 

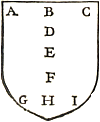
A pajzs pontjai Guillimnél, melyeket a szégyenjegyek kitakarhatnak. A. Dexter Chiefe Point B. Precise Middest Point C. Sinister Chiefe Point D. Honour Point E. Fesse Point F. Nombrill Point G. Dexter Base Point H. Exact Middest Point I. Sinister Base Point
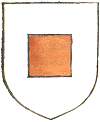
Boglártelek-pontozás ("Argent a Delfe Tennè")
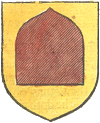
Felfordított pajzs ("Or, an Eschocheon reversed, Sanguine")
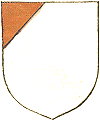
Jobb felső sarokpontozás ("Argent, a point Dexter parted, Tennè")
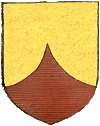
Galléríves pontozás ("Or, a Point in Point, Sanguine")
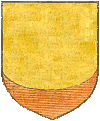
Homorú talppontozás ("Or, a Point Champaine, Tennè")
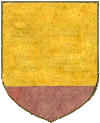
Talppontozás szégyenjegy ("Or, a plaine point, Sanguine")
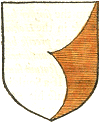
Cviklipontozás szégyenjegy ("Argent, a Goare Sinister, Tennè")
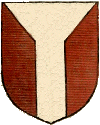
Oldalsarkok pontozás szégyenjegy ("Argent, 2.Gussets Sanguine")
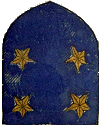
Felfordított pajzs mint szégyenjegy, Sir Armerie of Pavie címere ("Coat-armour reversed")

A "pont" vagy pontozás tehát lehet cvikli (en: gore), egyfajta ívelt oldalú ék. Csak akkor számít a háborúban tanúsított gyávaság szégyenjegyének, ha a színe narancssárga (en: tenné), de a régi heraldikusok nem értenek egyet a használatában. Guillim furcsa szégyenjegynek ("one of the whymsical abatements") nevezte. Ehhez hasonló a galléríves pontozás (en: a point in point), mely szintén a pajzs középpontjából indul ki, de a pajzs alját foglalja el. Az íves vonalak a pajzstalp magasságáig nyúlnak le. A pontozás lehet továbbá jobb felső sarokpontozás (en: point dexter), ha egy balharántos vonal a pajzs jobb felső sarkát választja el a mezőtől, és bal felső sarokpontozás (en: point sinister), ha egy harántos vonal a pajzs bal felső sarkát választja el. Szégyenjegyként alkalmazták továbbá az oldalsarkot (en: gusset, the armpit, fr: gousset) is. Ez az oldal mesteralak változata, de a felső része ferde. Ha mind a két oldalon egyszerre használják, könnyű összetéveszteni a pillérrel, főleg ha egyszínű alapon vagy tarpajzson található. Ha a beékelés az alján található, alsó oldalsarok (en: graft). Ide tartozik még a boglártelek (en: delf, delph, tsz. delves),  a felfordított pajzs és az egész címer megfordítása, az árulás szégyenjegye, mely a legsúlyosabb bűnnek számított. Sir George Mackenzie (valamint Leigh és Guillim) szerint III. Eduárd, Anglia királya elrendelte, hogy Armery of Pavia, Calais lombard kormányzójának a címerében (aki kék alapon négy ezüstcsillagot viselt) "a hat csillagból kettőt töröljenek", mert 1349-ben eladta a rábízott kikötőt. Ezenkívül a pajzsát is megfordították, amivel Guillim szerint az alappont, tehát a pajzs legkevésbé előkelő pontja került felülre, amivel külön is kifejezték a címer értékvesztését. Míg szerinte a többi bűnnél a büntetés csak a vétkes személyére szól, mert Cassaneust idézve az ártatlan fiúnak nem kell viselnie az apja büntetését ("Quia nullum delictum patris innocenti filio pæna est"), addig az árulásnál és más főbenjáró bűnnél az áruló gyermekeinek is részesülnie kell a büntetésből, de nem ugyanolyan mértékben. Angliában az elítélt árulók címerét az ítélet végrehajtása alatt néha lefelé fordítva állították ki, mivel úgy tartották, hogy a címer ezután már megszűnt létezni.